# Irsta
Irsta – miejscowość (tätort) w Szwecji, w regionie administracyjnym (län) Västmanland, w gminie Västerås.
Według danych Szwedzkiego Urzędu Statystycznego liczba ludności wyniosła: 2809 (31 grudnia 2015), 2744 (31 grudnia 2018) i 2745 (31 grudnia 2019).